# Paralimnophila neocaledonica
Paralimnophila neocaledonica är en tvåvingeart som först beskrevs av Alexander 1945.  Paralimnophila neocaledonica ingår i släktet Paralimnophila och familjen småharkrankar. Inga underarter finns listade i Catalogue of Life.